# Osek (Jičíni járás)
Osek település Csehországban, a Jičíni járásban. Osek Dolní Bousov, Sobotka és Libošovice településekkel határos. Lakosainak száma 234 fő (2024. január 1.).

## Népesség
A település lakosságának változását az alábbi diagram mutatja:
| Lakosok száma | 284  | 310  | 333  | 245  | 214  | 146  | 225  | 233  | 232  | 234  |
|               | 1869 | 1890 | 1921 | 1950 | 1980 | 2001 | 2017 | 2019 | 2022 | 2024 |